# Districtul Mouzaïa
Mouzaïa este un district din provincia Blida, Algeria.